# Хирса
Хирса (груз. ხირსა) — село в Грузии, в муниципалитете Сигнахи края Кахетия.

## География
Село расположено в южной части края, в 16 километрах по прямой к юго-востоку от центра муниципалитета Сигнахи. Высота центра — 450 метров над уровнем моря.

## История
В советское время в селе действовал виноградарский совхоз «Хирса» (до 1953 года — Хирсинский виноградарский совхоз имени Берия). В этом совхозе трудились Герои Социалистического Труда звеньевые Василий Георгиевич Непейпиво, Пелагея Терентьевна Штаба и Захарий Малахович Чучулашвили

## Население
По данным переписи населения 2014 года, в селе проживало 359 человек.
| Год  | Население | Мужчины | Женщины |
| ---- | --------- | ------- | ------- |
| 2002 | 573       | 263     | 310     |
| 2014 | 359       | 178     | 181     |